# Parafia Najświętszego Serca Jezusowego w Jarosławcu
Parafia Najświętszego Serca Jezusowego w Jarosławcu – parafia rzymskokatolicka znajdująca się w dekanacie Krasnobród, w diecezji zamojsko-lubaczowskiej. 
Parafia erygowana została 9 maja 1990 roku, dekretem ówczesnego biskupa lubelskiego, Bolesława Pylaka. 
Do parafii należą wierni z następujących miejscowości: Jarosławiec, Łabuńki Drugie (Sahalin), Mocówka (część), Stabrów (część)
Liczba mieszkańców: 2124.